# مایکل استوان
مایکل استوان (انگلیسی: Michel Estevan؛ زادهٔ ۲۸ سپتامبر ۱۹۶۱) بازیکن فوتبال اهل فرانسه است.
از باشگاه‌هایی که در آن بازی کرده‌است می‌توان به باشگاه فوتبال نیم المپیک اشاره کرد.